# Castlevania
Castlevania är en spelserie skapad av företaget Konami. Serien debuterade i Japan 26 september 1986 under namnet Akumajō Dracula (悪魔城ドラキュラ - Demon Castle Dracula) till Famicom Disk System (FDS) och följdes senare upp med en alternativ version för MSX 2 den 30 oktober. Uppföljaren kom att heta Vampire Killer och släpptes i Europa och Brasilien (första gången som Castlevania släpptes utanför Japan), men trots detta blev det inget lyckat försök att lansera serien i utlandet förrän spelet släpptes till spelplattformen Nintendo Entertainment System (NES) i USA och Europa år 1987. Serien blev snabbt ett känt varumärke världen över som följd av bra speldesign inom action och plattformsspel.
Castlevania är en av Konamis största framgångar och serien har titlar släppta på spelplattformarna NES, SNES, Sega Mega Drive, PC, Playstation, Sega Saturn, Nintendo 64, Playstation 2, Xbox, Playstation 3, Xbox 360, Wii och även andra mindre kända format, exempelvis Commodore 64 och Turbografx-16. Flera titlar har blivit släppta på bärbara konsoler som Game Boy, Game Boy Advance och Nintendo DS samt olika datorer som MSX 2, Commodore 64, Sharp X68000, Commodore Amiga, PC MS-DOS och Microsoft Windows. Ett spel i serien till plattformen Playstation Portable kom även ut.

## Översikt
Castlevania-serien handlar om ett krig mellan familjen Belmont och vampyren Greve Dracula. Minst vart 100:e år blir Dracula återupplivad och det är upp till Belmont-familjen att besegra honom innan han sprider sin ondska över hela världen. Det går oftast ut på att spelaren ikläder sig rollen som en person från familjen Belmont, eller i vissa fall Draculas son Alucard, med uppdrag att döda greve Dracula och rädda världen.

## Musik
Musiken till det första Castlevania-spelet komponerades av Satoe Terashima och Kinuyo Yamashita, i Konamis ljudteam.
Musiken i Castlevania förändras från spel till spel, men några teman återkommer ofta. Det gäller Vampire Killer, komponerad av Terashima, Bloody Tears (血の涙|Chi no Namida), av Kenichi Matsubara och Beginning av Jun Funahashi. Dessa tre spår dök först upp i Castlevania (1986), Castlevania II: Simon's Quest (1988) respektive Castlevania III: Dracula's Curse (1990).

## Spellista
Listan är sorterad i kronologisk ordning. För de spel som har flera lanseringsår anges det tidigaste. Namnen är de amerikanska/europeiska, förutom de som enbart släppts i Japan, vilka anges med de japanska namnen.
| Titel                                                       | Plattform                                                          | Utgivningsår |
| ----------------------------------------------------------- | ------------------------------------------------------------------ | ------------ |
| Castlevania                                                 | NES, Commodore 64, Amiga, Arkadspel                                | 1986         |
| Vampire Killer                                              | MSX                                                                | 1986         |
| Castlevania II: Simon's Quest                               | NES                                                                | 1988         |
| Haunted Castle                                              | Arkadspel, Playstation 2                                           | 1988         |
| Castlevania: The Adventure                                  | Game Boy                                                           | 1989         |
| Castlevania III: Dracula's Curse                            | NES                                                                | 1990         |
| Super Castlevania IV                                        | SNES                                                               | 1991         |
| Castlevania II: Belmont's Revenge                           | Game Boy                                                           | 1991         |
| Castlevania: Rondo of Blood                                 | Turbografx-16                                                      | 1993         |
| Castlevania: The New Generation (Bloodlines i USA)          | Sega Mega Drive/Genesis                                            | 1994         |
| Castlevania: Dracula X (Vampire's Kiss i Europa)            | SNES                                                               | 1995         |
| Castlevania: Symphony of the Night                          | Playstation, Sega Saturn, Xbox 360 (Xbox Live Arcade)              | 1997         |
| Castlevania Legends                                         | Game Boy                                                           | 1998         |
| Castlevania (kallas Castlevania 64)                         | Nintendo 64                                                        | 1999         |
| Castlevania: Legacy of Darkness                             | Nintendo 64                                                        | 1999         |
| Castlevania Chronicles                                      | Playstation                                                        | 2001         |
| Castlevania: Circle of the Moon                             | Game Boy Advance                                                   | 2001         |
| Castlevania: Harmony of Dissonance                          | Game Boy Advance                                                   | 2002         |
| Castlevania: Aria of Sorrow                                 | Game Boy Advance                                                   | 2003         |
| Castlevania: Lament of Innocence                            | Playstation 2                                                      | 2003         |
| Castlevania: Dawn of Sorrow                                 | Nintendo DS                                                        | 2005         |
| Castlevania: Curse of Darkness                              | Playstation 2, Xbox                                                | 2005         |
| Castlevania: Portrait of Ruin                               | Nintendo DS                                                        | 2006         |
| Castlevania: Dracula X Chronicles                           | Playstation Portable                                               | 2007         |
| Castlevania Resurrection                                    | Sega Dreamcast                                                     | Nedlagt      |
| Castlevania: Order of Shadows                               | Mobiltelefon                                                       | 2008         |
| Castlevania: Order of Ecclesia                              | Nintendo DS                                                        | 2008         |
| Castlevania: Judgment                                       | Wii                                                                | 2008         |
| Castlevania: The Adventure Rebirth                          | Wii                                                                | 2009         |
| Castlevania: Harmony of Despair                             | Xbox 360 (Xbox Live Arcade)                                        | 2010         |
| Castlevania: Lords of Shadow                                | Xbox 360, Playstation 3, Microsoft Windows                         | 2010         |
| Castlevania: Lords of Shadow - Mirror of Fate               | Nintendo 3DS, Xbox 360, Playstation 3, Microsoft Windows           | 2013         |
| Castlevania: Lords of Shadow 2                              | Xbox 360, Playstation 3, Microsoft Windows                         | 2014         |
| CR Pachinko Akumajō Dracula                                 |                                                                    | 2015         |
| Castlevania Requiem: Symphony of the Night & Rondo of Blood | Playstation 4                                                      | 2018         |
| Castlevania Anniversary Collection                          | Playstation 4, Nintendo Switch, Xbox One, Microsoft Windows        | 2019         |
| Castlevania Advance Collection                              | Playstation 4, Nintendo Switch, Xbox One, Microsoft Windows        | 2021         |
| Castlevania Dominus Collection                              | Playstation 5, Nintendo Switch, Xbox Series X/S, Microsoft Windows | 2024         |
| Haunted Castle Revisited (ingår i Dominus Collection)       | Playstation 5, Nintendo Switch, Xbox Series X/S, Microsoft Windows | 2024         |

## TV-serie
En animerad TV-serie, Castlevania har skapats av Netflix. Seriens författare är den brittiske seriemanusförfattaren Warren Ellis. Fyra säsonger har sänts, där den första hade premiär 7 juli 2017. Första säsongen bestod fyra avsnitt på vardera 30 minuter.
TV-seriens framgång resulterade i ytterligare en Netflix-serie, Castlevania Nocturne år 2023.